# Брекинська
45°29′ пн. ш. 17°04′ сх. д. / 45.49° пн. ш. 17.06° сх. д.
Брекинська (хорв. Brekinska) — населений пункт у Хорватії, у Пожезько-Славонській жупанії у складі міста Липик.

## Населення
Населення за даними перепису 2011 року становило 126 осіб.
Динаміка чисельності населення поселення:

## Клімат
Середня річна температура становить 11,10 °C, середня максимальна – 25,67 °C, а середня мінімальна – -5,88 °C. Середня річна кількість опадів – 897 мм.
| Клімат поселення                              | Клімат поселення | Клімат поселення | Клімат поселення | Клімат поселення | Клімат поселення | Клімат поселення | Клімат поселення | Клімат поселення | Клімат поселення | Клімат поселення | Клімат поселення | Клімат поселення | Клімат поселення |
| Показник                                      | Січ.             | Лют.             | Бер.             | Квіт.            | Трав.            | Черв.            | Лип.             | Серп.            | Вер.             | Жовт.            | Лист.            | Груд.            |                  |
| Середній максимум, °C                         | 6,96             | 9,00             | 13,54            | 17,52            | 22,37            | 25,67            | 24,86            | 24,18            | 20,43            | 15,54            | 10,14            | 5,33             |                  |
| Середня температура, °C                       | 0,54             | 2,58             | 7,12             | 11,07            | 15,96            | 19,26            | 20,90            | 20,22            | 16,47            | 11,59            | 6,18             | 1,35             |                  |
| Середній мінімум, °C                          | −5,88            | −3,85            | 0,69             | 4,66             | 9,53             | 12,84            | 16,94            | 16,26            | 12,48            | 7,60             | 2,20             | −2,62            |                  |
| Норма опадів, мм                              | 56               | 51               | 61               | 73               | 81               | 97               | 82               | 88               | 75               | 80               | 86               | 67               |                  |
| Середньомісячна швидкість вітру, м/с          | 1.80             | 2.10             | 2.40             | 2.30             | 2.10             | 1.99             | 1.90             | 1.72             | 1.75             | 1.80             | 1.83             | 1.89             |                  |
| Середньомісячна сонячна радіація, кДж/м²·день | 4278             | 7071             | 10879            | 15344            | 19634            | 21634            | 22574            | 19957            | 14805            | 9107             | 4815             | 3516             |                  |
| --------------------------------------------- | ---------------- | ---------------- | ---------------- | ---------------- | ---------------- | ---------------- | ---------------- | ---------------- | ---------------- | ---------------- | ---------------- | ---------------- | ---------------- |
| Джерело:                                      |                  |                  |                  |                  |                  |                  |                  |                  |                  |                  |                  |                  |                  |